# Mariano Closs
Mariano Javier Closs Livieri (Florida, Buenos Aires, 6 de mayo de 1970) es un periodista y relator deportivo argentino. Actualmente trabaja en Radio Splendid y ESPN.
Durante su paso en Fox Sports fue el principal relator junto a Fernando Niembro durante las finales o los partidos más importantes de la Copa Libertadores y la Liga de Campeones de la UEFA, mientras que también es el relator del fútbol argentino en Radio Continental. También fue junto a Fernando Niembro el comentarista del videojuego Pro Evolution Soccer (PES) de 2014 a 2017.

## Biografía
Es hijo único de Hugo Closs y Cristina Livieri. Está casado. Desde muy joven quiso ser futbolista, bajando cada vez más sus pretensiones debido a la falta de lugar o quizás no estar a la altura de un equipo que estaba a punto de subir a primera, por lo que a los 15 años abandona ese pensamiento y pensó en ser relator. Mientras iba a la escuela, iba a Radio Argentina a relatar, hasta que Víctor Hugo Morales lo lleva a él y a un grupo de jóvenes a Radio Continental.
Estudió en la escuela de periodismo fundada por Marcelo Araujo y Fernando Niembro, quien sería un gran compañero suyo en transmisiones.

## Carrera

### Televisión
Comenzó trabajando en campo de juego y luego relatando para Fútbol de Primera, en donde comenzaría a relatar con Alejandro Fabbri los partidos de los viernes y los lunes, que generalmente no iban codificados, sino que iban por TyC Sports, a veces en vivo y otras en diferido. Luego pasó a trabajar con Fernando Niembro de comentarista, quien terminaría siendo compañero predilecto en las transmisiones de todos los canales. Trabajó en Telefe para relatar los partidos de la selección y los torneos de verano hasta el año 2000. Por esa misma señal sería invitado al famoso programa de Niembro El equipo de primera y conduciría alrededor de 1998 un programa propio llamado El deportivo.
En 2001 comenzaría a relatar para Cablevisión los partidos de la selección y por América TV los partidos del torneo de verano y la extinta Copa Mercosur.
En 2002 comenzó a relatar el torneo de verano del fútbol argentino, el mundial Corea-Japón y el fútbol argentino, también junto a Niembro en América TV. Tuvo mucha audiencia debido a la crisis que había afectado a la Argentina el año anterior, lo que derivó que pocos canales pudieran ofrecer coberturas realmente pretenciosas.
Luego, en 2006, volvería a Telefé para el mundial de Alemania.
Por los años 2000 o 2001, comenzaría uno de sus lugares más predilectos para trabajar y en dónde tendría más repercusión: Fox Sports Latinoamérica, en dónde junto con Niembro hasta 2015 y con Diego Latorre desde entonces, se encargaría de relatar los partidos más importantes de la Copa Libertadores de América, la Copa Sudamericana (hasta 2016) la Liga de Campeones de la UEFA, la Copa Intercontinental (también la cubrió en 2001 para Cablevisión) la Copa Mundial de Clubes de la FIFA hasta 2018, ya que al año siguiente Fox Sports perdería los derechos junto con la mencionada sudamericana, y la Recopa Sudamericana que también perdió los derechos. Tuvo también en sus comienzos en el canal algunos programas propios, como Locos X el Fútbol, condujo el noticiero deportivo del canal y fue invitado a otros programas del medio. Cubrió los mundiales sub-20 del 2005 y del 2007, con Niembro de comentarista, en ambos Argentina saldría campeón. En 2016 con Latorre, los Juegos Olímpicos de Río de Janeiro.
En 2011 y hasta el 2012, trabajo en Fútbol Para Todos junto con el "Chavo" Fucks y con Diego Latorre (nuevo compañero predilecto en Fox Sports tras la ida de Niembro) para las eliminatorias del 2014.
Con la fusión de Fox y ESPN, al ser comprado por la cadena Disney en el 2020, todos los programas y competiciones como la Copa Libertadores, Copa Sudamericana y la UEFA Champions League mudan de Fox a ESPN, por lo que Mariano también se muda y ahora pasa a relatar los partidos como lo hacía en Fox. A partir de noviembre de 2020 conduce el programa ESPN F12, de lunes a viernes a las 12:00hs. También aparece como panelista invitado en ESPN FC.
Actualmente se desempeña como relator en ESPN Latinoamérica haciendo dupla con Diego Latorre (y con Gustavo López y Sebastián Domínguez tras la internación de Latorre) durante las Competencias Internacionales como la Copa Libertadores y La Champions League. Además, desde junio de 2023 comenzó a relatar partidos de la Liga Profesional de Fútbol Argentino y la Copa de la Liga Profesional.

### Radio
Su comienzo en el Periodismo Deportivo fue justamente en la radio, en el año 1986, para la Copa Mundial de Fútbol de ese año, por la extinta Radio Argentina, en donde también se desempeñaba como relator y periodista de campo de juego junto con Gustavo Cima, quien sería compañero suyo en El Deportivo y colega suyo en Fox Sports. Todo gracias a Víctor Hugo Morales, quien tuvo una relación muy buena con ambos, por eso al año siguiente se los lleva a Continental, en donde actualmente trabaja.
Desde 1997 y durante mucho tiempo trabajó en Radio La Red, siendo una de las primeras y más importantes caras quien dejaron su huella en la radio, conduciendo, Un Buen Momento a la mañana y De Una Otro Buen Momento a la tarde y sobre todo relatando partidos importantes del Fútbol Argentino, con Niembro y Juan "Tano" Fazzini como comentaristas predilectos. A fines del 2011 sería echado de Radio La Red tras varias diferencias con el presidente de la emisora, Daniel Vila. Condujo Rock & Closs y relató partidos en 2012 y 2013 en radio Rock & Pop hasta que en 2014 desembarcó en Radio América, en donde también relató partidos importantes y condujo América y Closs a la mañana. Tras la entrada en quiebra del Grupo Veintitrés (dueño de Radio América), en enero de 2016 se suma a Radio Continental tras el despido de Víctor Hugo Morales, casualmente, su mentor. Allí condujo el programa Closs Continental hasta el año 2020.
Por otra parte, relató los mundiales de Rusia 2018 y Catar 2022 en Fútbol de Primera Radio (FDP) que se emite para Estados Unidos.
Desde el 10 de marzo de 2025, empezó su ciclo en Radio Splendid con su programa llamado Closs Sport.

### Videojuegos
Desde 2013 hasta 2017 prestó su voz y apareció en los relatos de la franquicia Pro Evolution Soccer, junto a los comentarios de Fernando Niembro.

## Programas de televisión
- Locos TV (2003)
- FOX Sports Show (2015)
- ESPN FC (2020)
- ESPN F12 (2020-presente)
- ESPN Equipo F (2021-2023)

## Trayectoria

### Trayectoria en televisión
| Año           | Competencia                                            | Comentarista                                                               | Canal                             |
| ------------- | ------------------------------------------------------ | -------------------------------------------------------------------------- | --------------------------------- |
| 1998          | Copa Mundial de Fútbol de 1998                         | Fernando Niembro Enzo Francescoli Claudio Caniggia                         | Telefe                            |
| 1997-2000     | Copa Libertadores y partidos de la Selección Argentina | Fernando Niembro                                                           | Telefe                            |
| 2001          | Copa Intercontinental 2001                             | Fernando Niembro Diego Latorre (2015-2020)                                 | Cablevisión Fox Sports            |
| 2002          | Copa Libertadores 2002                                 | Fernando Niembro Diego Latorre (2015-2020)                                 | Cablevisión Fox Sports            |
| 2002          | Copa Mundial de Fútbol de 2002                         | Fernando Niembro Diego Latorre (2015-2020)                                 | América                           |
| 2002-2006     | Copa Libertadores                                      | Fernando Niembro Diego Latorre (2015-2020)                                 | Fox Sports                        |
| 2002-2006     | Copa Intercontinental                                  | Fernando Niembro Diego Latorre (2015-2020)                                 | Fox Sports                        |
| 2002-2006     | Copa Sudamericana                                      | Fernando Niembro Diego Latorre (2015-2020)                                 | Fox Sports                        |
| 2006          | Copa Mundial de Fútbol de 2006                         | Fernando Niembro Diego Latorre (2015-2020)                                 | Telefe                            |
| 2006-2009     | Copa Libertadores                                      | Fernando Niembro Diego Latorre (2015-2020)                                 | Fox Sports                        |
| 2006-2009     | Copa Sudamericana                                      | Fernando Niembro Diego Latorre (2015-2020)                                 | Fox Sports                        |
| 2006-2009     | Copa Mundial de Clubes                                 | Fernando Niembro Diego Latorre (2015-2020)                                 | Fox Sports                        |
| 2010-2020     | Copa Libertadores                                      | Fernando Niembro Diego Latorre (2015-2020)                                 | Fox Sports                        |
| 2010-2020     | UEFA Champions League                                  | Fernando Niembro Diego Latorre (2015-2020)                                 | Fox Sports                        |
| 2010-2020     | Copa Sudamericana                                      | Fernando Niembro Diego Latorre (2015-2020)                                 | Fox Sports                        |
| 2010-2020     | UEFA Europa League                                     | Fernando Niembro Diego Latorre (2015-2020)                                 | Fox Sports                        |
| 2010-2020     | Copa Mundial de Clubes                                 | Fernando Niembro Diego Latorre (2015-2020)                                 | Fox Sports                        |
| 2011-2012     | Eliminatorias Sudamericanas 2014                       | Diego Fucks Diego Latorre                                                  | Fútbol Para Todos                 |
| 2020-presente | Copa Libertadores                                      | Diego Latorre Gustavo López Marcelo Espina Sebastián Domínguez (2020-2021) | ESPN Latinoamérica y Star+        |
| 2020-presente | UEFA Champions League                                  | Diego Latorre Gustavo López Marcelo Espina Sebastián Domínguez (2020-2021) | ESPN Latinoamérica y Star+        |
| 2023-presente | Liga Profesional de Fútbol                             | Marcelo Espina Esteban Edul Gustavo López                                  | ESPN Latinoamérica y ESPN Premium |
| 2023-2024     | Copa de la Liga Profesional                            | Marcelo Espina Esteban Edul Gustavo López                                  | ESPN Latinoamérica y ESPN Premium |
| 2024          | Eurocopa 2024                                          | Diego Latorre                                                              | ESPN Latinoamérica y Disney+      |
| 2025          | Copa Mundial de Clubes de la FIFA 2025                 | Diego Latorre                                                              | Disney+                           |

### Trayectoria en radio
| Año       | Competencia                    | Emisora           |
| --------- | ------------------------------ | ----------------- |
| 2004      | Copa América                   | Radio La Red      |
| 2007      | Copa América                   | Radio La Red      |
| 2011      | Copa América                   | Radio La Red      |
| 1998-2011 | Primera División de Argentina  | Radio La Red      |
| 1998-2011 | Eliminatorias Sudamericanas    | Radio La Red      |
| 2011-2013 | Primera División de Argentina  | Rock and Pop      |
| 2011-2013 | Eliminatorias Sudamericanas    | Rock and Pop      |
| 2014-2015 | Primera División de Argentina  | Radio América     |
| 2014-2015 | Copa Mundial de Fútbol de 2014 | Radio América     |
| 2016-2021 | Primera División de Argentina  | Radio Continental |
| 2016-2021 | Copa América Centenario        | Radio Continental |
| 2018      | Copa Mundial de Fútbol de 2018 | Fútbol de Primera |
| 2022      | Copa Mundial de Fútbol de 2022 | Fútbol de Primera |

### Trayectoria en videojuegos
| Videojuego                | Comentarista     | Idioma              |
| ------------------------- | ---------------- | ------------------- |
| Pro Evolution Soccer 2014 | Fernando Niembro | Español (argentino) |
| Pro Evolution Soccer 2015 | Fernando Niembro | Español (argentino) |
| Pro Evolution Soccer 2016 | Fernando Niembro | Español (argentino) |
| Pro Evolution Soccer 2017 | Fernando Niembro | Español (argentino) |

## Distinciones
Apareció en el Top 10 del un ranking de relatores latinos populares durante la Copa Mundial de Fútbol de 2014 realizada por un diario deportivo brasileño. Entre otros narradores aparecen: Christian Martinoli, Alejandro Fantino, Luiz Carlos Júnior, Javier Fernández Franco, Pablo Giralt, Gabriel Regueira, Galvão Bueno, Alberto Jesús López y Noe Vázquez.